# چشم (فیلم ۱۳۸۹)
چشم فیلمی به کارگردانی جمیل رستمی و نویسندگی حمیدرضا سلیمی ساختهٔ سال ۱۳۸۹ است.

## بازیگران
- مهدی احمدی
- حشمت آرمیده
- لادن مستوفی
- افسانه پاکرو
- سیاوش چراغی‌پور
- مونیا جمالپور
- صدف احمدی
- نوین ملکی